# الضحيكة (إب)

تعديل مصدري - تعديل

الضحيكة هي إحدى قرى عزلة بلادشار بمديرية إب التابعة لمحافظة إب، بلغ تعداد سكانها 805 نسمة حسب تعداد اليمن لعام 2004.